# Wapen van Brouwershaven

Het wapen van Brouwershaven

Het wapen van Brouwershaven werd op 31 juli 1817 per Koninklijk Besluit aan de Zeeuwse gemeente Brouwershaven toegekend. De gemeente is in 1997 opgegaan in de gemeente Schouwen-Duiveland, de rode leeuw uit het wapen is bij toekenning van het wapen van Schouwen-Duiveland in gebruik genomen als schildhouder in plaats van als wapendier.

## Blazoenering
Hoewel het wapen tweemaal is toegekend, is er geen blazoenering van opgenomen in het archief van de Hoge Raad van Adel. De hieronder weergegeven blazoeneringen zijn beide afkomstig van de website Nederlandse Gemeentewapens van Hartemink, een wapenexpert. Het wapen zelf is bij de tweede toekenning, na de gemeentelijke herindeling van 1961 waarbij een aantal gemeenten aan Brouwershaven werden toegevoegd, gelijk gebleven. Hieronder de twee blazoeneringen, gevolgd door een uitleg.
31 juli 1817:
Zijnde parti, het eerste van goud, beladen met een arend van sabel, voerende op de borst een lozange van goud, gevierendeeld; het eerste en vierde met een klimmende leeuw van keel en het tweede en derde met een klimmende leeuw van sabel; het tweede van goud, waarop een klimmende leeuw van keel.
9 juni 1961:
Gedeeld: I in goud een adelaar van sabel, voerende op de borst een ruitvormig schild, gevierendeeld: 1 en 4 in goud een klimmende leeuw van keel; 2 en 3 in goud een klimmende leeuw van sabel, II in goud een klimmende leeuw van keel. Het schild gedekt door een gouden kroon van 5 bladeren.
Het wapen is gedeeld in twee gelijke helften. Het eerste deel, op heraldisch rechts, is van goud met daarop een zwarte adelaar. Op zijn borst heeft hij een ruitvormig schild dat in vier kwartieren is gedeeld. Het borstschild is eveneens van goud met in het eerste en vierde kwartier een rode klimmende leeuw en in het tweede en derde kwartier een zwarte klimmende leeuw. Het deel van het wapen is eveneens van goud, hierop staat een rode klimmende leeuw. Op het wapen zelf is bij de eerste verlening reeds een markiezenkroon geplaatst, deze werd pas bij de tweede blazoenering vermeld. De adelaar is tevens op een ongebruikelijke manier afgebeeld: deze kijkt van de leeuw weg, een manier die niet gebruikelijk is in de heraldiek.

## Geschiedenis
In 1285 of 1286 werd Brouwershaven gesticht, de plaats kreeg in 1288 tolvrijheden van Jan I, hertog van Brabant. Brouwershaven wordt in 1477 voor het eerst vermeld als zijnde een stad. Wanneer het wapen is verleend en ontstaan is niet duidelijk. Wel is bekend dat het wapen in de 17e eeuw al als stadswapen gebruikt werd. Sinds de officiële erkenning door de Hoge Raad van Adel staat er op het wapen een markiezenkroon, dit type kroon werd in principe alleen verleend aan steden die zitting hebben (gehad) in de Provinciale Staten. In het geval van Brouwershaven was dit niet zo. In de 17e eeuw werd het wapen vermeld als stadswapen. Na een gemeentelijke fusie zijn er stemmen opgegaan om het wapen aan te laten passen, de gemeenteraad heeft toen besloten om het oude wapen te continueren. Het werd op 9 juni 1961 per Koninklijk Besluit bevestigd.

## Symboliek
De adelaar is gelijk aan de Duitse adelaar, deze is aan de stad gegeven door de Roomse keizer Lodewijk de Beier. De ruit op de borst van de adelaar is een vrouwenwapen, in dit geval van Lodewijks tweede vrouw Margaretha. Het wapen was eigenlijk gelijk aan dat van de Belgische provincie Henegouwen, maar is in de loop der tijden veranderd: de leeuwen zijn naar elkaar toegedraaid.

## Overeenkomstige wapens
De volgende wapens hebben op historische gronden een overeenkomst met het wapen van Brouwershaven:

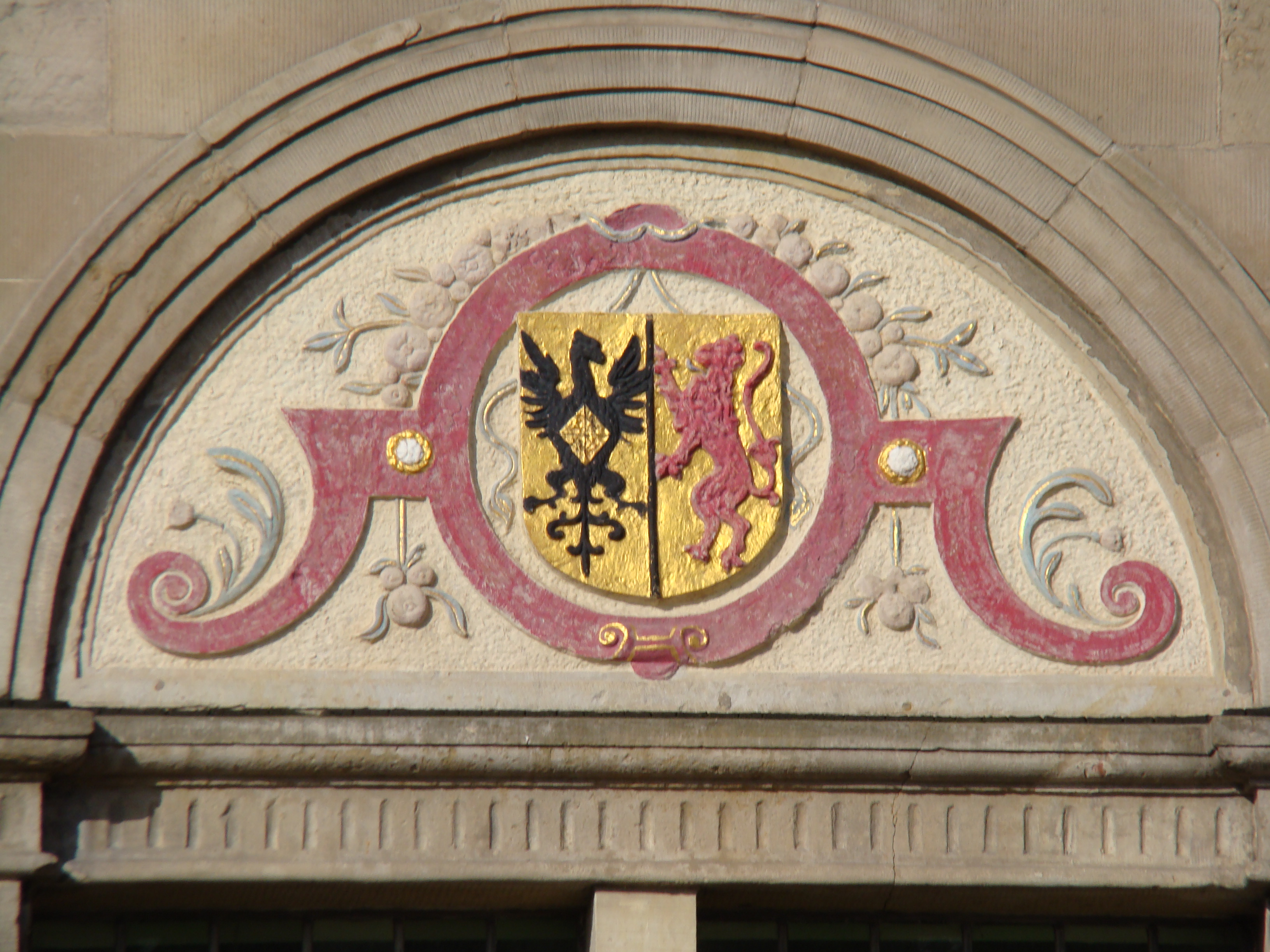
Gevelsteen van het wapen
Het wapen van de keizers van het Heilige Roomse Rijk tussen 1300 en 1400
Het huidige wapen van Duitsland
Het wapen van Margaretha, de vrouw van keizer Lodewijk
Het wapen van de Belgische provincie Henegouwen
Het wapen van Schouwen-Duiveland